# Rote Zwergbeutelratte

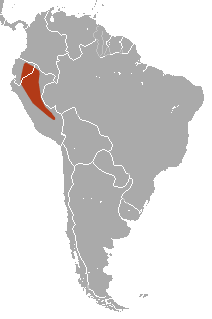
Verbreitungsgebiet laut IUCN (ohne Funde aus Kolumbien).

Die Rote Zwergbeutelratte (Marmosa rubra) ist ein Säugetier, das im Nordwesten Südamerikas vorkommt. Sie ist auch als Rotes Mausopossum bekannt.
Nach der ursprünglichen Artbeschreibung durch George Henry Hamilton Tate beträgt die Kopf-Rumpf-Länge 145 bis 150 mm, die Schwanzlänge 195 bis 210 mm, die Länge der hinteren Füße 22 bis 24 mm sowie die Ohrenlänge 18 bis 21 mm. Bei in jüngerer Zeit gefundenen Exemplaren betrug die Kopf-Rumpf-Länge 128 bis 200 mm und das Gewicht 59 bis 81 g. Das Fell ist auf der Oberseite rotbraun, während die Unterseite zimtbraun bis orange gefärbt ist. Als distinktives Merkmal der Art kommt auf der Stirn zwischen den Augen ein deutlicher dunkler senkrechter Strich vor. Zusammen mit dem für Zwergbeutelratten typischen dunklen Augenfleck erinnert die Gesichtszeichnung an eine Maske. Bei einigen Exemplaren sind zusätzlich ein dunkler Aalstrich auf dem Rücken oder ein dunkler Strich auf Kehlkopf und Brust vorhanden, der durch hellere Haare gesäumt ist. Der lange Schwanz ist zum Greifen geeignet.
Obwohl die Art zu den Beuteltieren gehört, besitzen Weibchen kein Marsupium. Der Roten Zwergbeutelratte fehlen die Hautdrüsen, die von anderen Zwergbeutelratten zur Reviermarkierung genutzt werden.
Individuen der Roten Zwergbeutelratte konnten im Amazonasbecken östlich der Anden in Peru und Ecuador sowie vereinzelt in Kolumbien gefangen werden. Als Habitat dienen tropische Regenwälder und andere Wälder in Gebieten, die auf 180 bis 730 Meter Meereshöhe liegen.
Über die Lebensweise der Art ist fast nichts bekannt. Es wird vermutet, dass sie sich wie die anderen Zwergbeutelratten verhält. So lässt das gleichartige Gebiss auf eine Nahrung von Pflanzensamen und Insekten schließen. Da Weibchen neun Zitzen besitzen, wird angenommen, dass ein Wurf bis zu neun Jungtiere enthalten kann.
Die Rote Zwergbeutelratte bildet die monotypische Untergattung Eomarmosa. Nach Vergleichen der mitochondrialen DNA innerhalb der Gattung stellt sie die Schwestergruppe der Untergattung Euxulomarmosa dar (vergleiche Gattungsartikel).
Möglicherweise ist die Art durch Waldrodungen im Amazonasgebiet bedroht. Da keine genauen Angaben über den Bestand der Roten Zwergbeutelratte vorliegen, wird sie von der IUCN mit „keine ausreichende Daten“ (Data Deficient) gelistet.